# Seigneurie d'Estavayer
1488–1536
Entités précédentes :
- Seigneurie d'Estavayer

Entités suivantes :
- Bailliage d'Estavayer

1536–1798
Entités précédentes :
- Seigneurie d'Estavayer
- Châtellenie d'Estavayer

La Seigneurie d'Estavayer est une seigneurie du canton de Fribourg en Suisse. Fribourg achète un tiers de la seigneurie en 1488 et en fait une châtellenie. En 1536, Fribourg s'empare du tiers qui appartient à la maison de Savoie et transforme la châtellenie en bailliage.

## Histoire
La seigneurie d'Estavayer (ou Stavayé, Stäffis, Staviacum) apparait pour la première fois vers 780, en 890 elle se voit ceindre de murailles par Louis III l'Aveugle, fils de Boson de Provence, roi de Bourgogne Cisjurane. Au XIe siècle elle appartient à Conrad II le Salique puis à son fils Henri le Noir. En 1244 l'évêque Jean de Cossonay cède à Amédée IV de Savoie ce qu'il possède à Estavayer ce qui permet à Isabelle de Châlons, fille de Louis II de Savoie, d'accorder ses franchises à la ville en 1350 spécifiant « ...qu'on ne pouvait prendre gage l'habit d'un homme, ni la robe et le lit d'une femme, puis les seigneurs devaient avoir les langues et non autre chose de tous boufs (bœufs) et de toutes vacques (vaches) qui se magialent (qui se mangent) au masel ».
Au XIe siècle deux familles puissantes se partageaient les rives du lac de Neuchâtel, que les religieux du prieuré de Bevaix nommaient alors Lac d'Yverdons, celle d'Estavayer et de Grandson. L'origine de la première n'est pas certaine mais dès les premiers temps ces deux maisons voient leurs possessions souvent entremêlées, le coutumier souvent identique et leurs armes semblables. Dès les invasions sarrasines à l'époque de l'Empire carolingien, les seigneurs des abords du lac se voient dans l'obligation de construire des forts ou des tours fortifiées pour s'y mettre à l'abri. C'est l'époque de l'érection des premières fortifications de Vaumarcus et de Gorgier par des membres de la Maison de Neuchâtel, ces constructions suivent celle du château de Font, détruit en 1475, qui fut le premier des seigneurs d'Estavayer. Ces premières fortifications sont de simples tours carrées, massives, aux murs épais élevés sur trois ou quatre étages comprenant chacun deux ou trois pièces. La base sert de caves et de cachots, l'accès au premier étage se faisait à l'aide d'un escalier de bois extérieur pouvant être facilement retiré en cas d'attaque. Avec les ans des habitations vont venir s'adosser à la tour. En 1306, avec la vente de la seigneurie de Vaumarcus au comte de Neuchâtel Rodolphe IV, les sires de Grandson et d'Estavayer voyaient d'un œil inquiet ce puissant personnage s'établir bien près de leurs territoires. Pour se protéger de ses possibles prétentions dans les temps futurs, les Grandson, par l'intermédiaire d'Eudes de Granson, évêque de Bâle et de Toul, érigeait la ville de La Neuveville en 1311 et l'abbaye de la Lance (au lieu-dit La Lance près de Concise) sur la limite des terres de Rodolphe IV. En représailles Rodolphe IV construisait Le Landeron quatre ans plus tard, en faisant le centre d'une châtellenie qu'il fortifia en 1325. Dans le même temps il relevait le château de Vaumarcus qu'il transmettra à son fils Louis Ier. En 1433 Jacques d'Estavayer, en vendant toutes ses terres à Jean II de Neuchâtel-Vaumarcus, liait le destin de celles-ci aux possessions de la Maison de Neuchâtel.
La seigneurie était depuis le XIIIe siècle aux mains de la famille d'Estavayer. Vers la fin du XIIe siècle, elle est séparée entre deux des trois fils de Conon Ier. À la fin du XIIIe siècle, elle est séparée en trois parties, administrés chacune depuis un des trois châteaux forts : La Motte-Châtel, Chenaux et Savoie. La division n'était pas strictement territoriale. En 1349, Guillaume d'Estavayer vend la moitié qu'il possède à Isabelle de Chalon, dame de Vaud. Les héritiers d'Isabelle vendent cette part au comte Amédée IV de Savoie en 1359. En 1421, le duc Amédée VII la vend à Humbert de Savoie. En 1432, Humbert achète la seigneurie de Chenaux à Anselme et Jacques d'Estavayer. Humbert meurt en 1433 et les deux parts qu'il possède reviennent au duc de Savoie. En 1454, le duc vend Chenaux à Jacques d'Estavayer. En 1488, le petit-fils de Jacques, Jean d'Estavayer vend Chenaux à la ville de Fribourg pour rembourser ses dettes. Fribourg y installe un châtelain. En 1536, les Fribourgeois occupe le château de Savoie et mettent la main sur la seigneurie qui en dépend et transforment la châtellenie en bailliage.

## Places fortes de seigneurie d'Estavayer
- Le château d'Estavayer : Il se trouvait à l'emplacement de l'actuel Château d'Estavayer-le-Lac, anciennement Hôtel du cerf. Un acte de 1462 relate « Noz seignours, trois loyaux frères, de race descendante de Stavius, l'un d'eux trois seigneur de Font, un autre de la Molière, et partant l'aîné de Stavaye s'entremandaient tous les jours au matin un « bon Dieu te garde en ce jourd'hui », et cela par la débandade d'un chacun un coup de canon ; celui d'entre eux trois qui ne faisait pas débander le canon requeroit entrevoir ses frères, soit pour deviser d'affaires, ou qu'il fut maladif, ou tant mieux pour s'éjouir d'un régalat entre eux trois frères et bons amis. Tant aimaient-ils jusqu'à misération leurs vassaux, si que parmi ceux-ci peut defailloient à rendre aux loyaux et charitables seignours, amour, hommage et soubmission »[5].

- Le château d'Estavayer, dit château de Chenaux : Situé au-dessus du lac de Neuchâtel, il se distingue par une haute tour ronde, des prisons souterraines, des oubliettes, un cachot nommé « croton ». Le Château de Chenaux, place forte d'Estavayer, tombait aux mains des troupes suisses en 1476[1].

Le château d'Estavayer
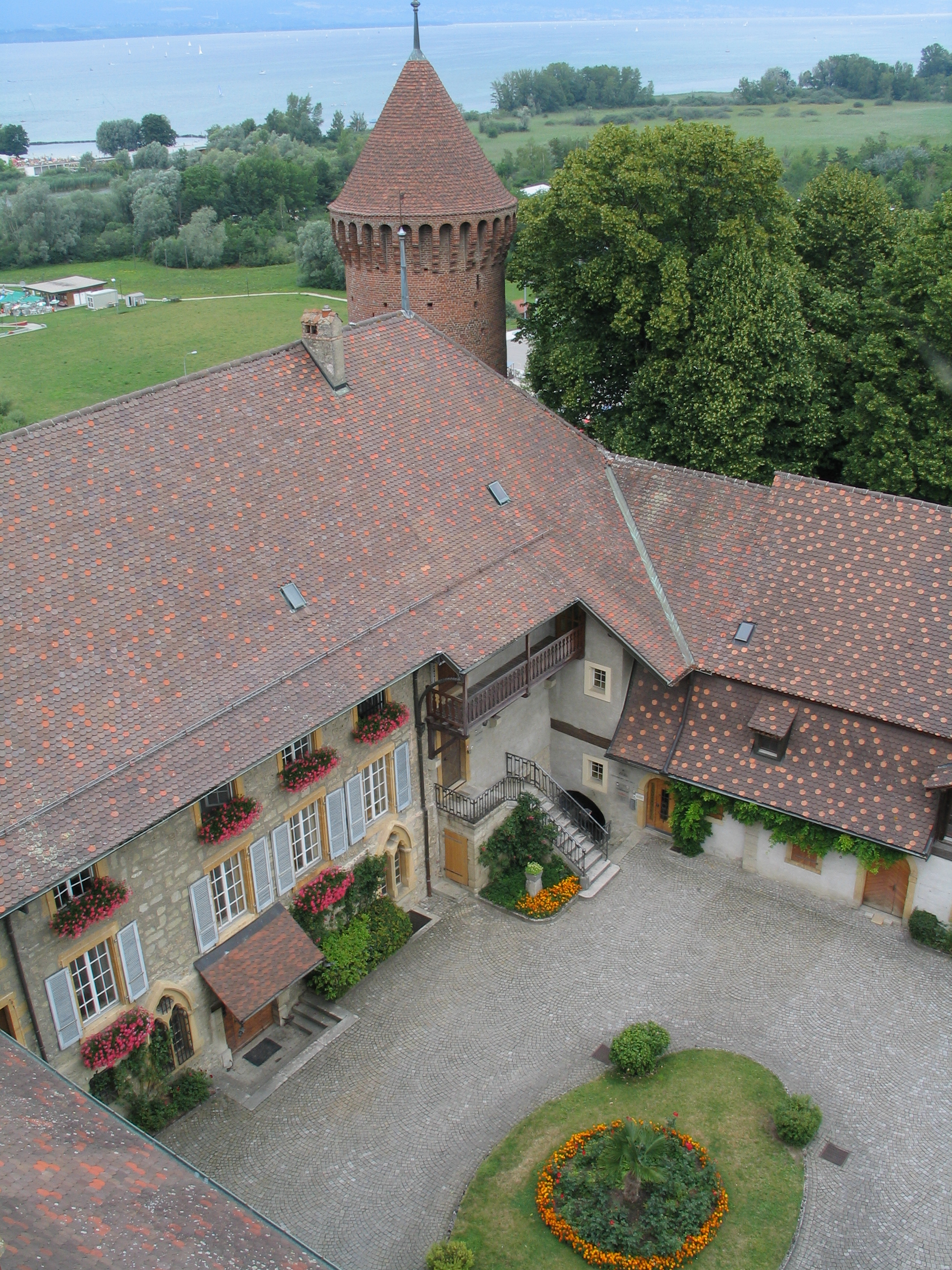
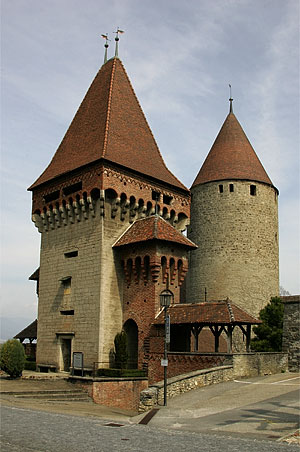
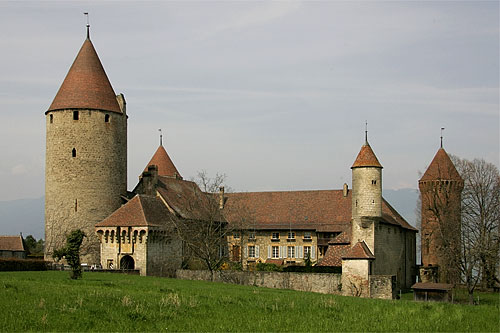
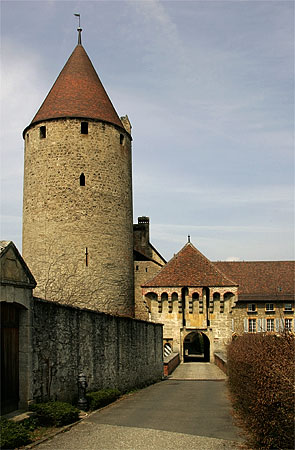

## Baillis
Les baillis fribourgeois d'Estavayer sont les suivants :
- 1499-1502 : Louis d'Affry[6].